# Rebecca Lord
Rebecca Lord, född 16 februari 1973 i Paris, är en fransk porrskådespelerska som varit aktiv i branschen sedan 1993, både i Frankrike och USA. Hon blev invald i AVN Hall of Fame. Hon har även medverkat i en av George Michaels musikvideor och ett par gånger i The Howard Stern Show. År 2005 medverkade hon i independentfilmen I Am a Sex Addict.